# Rain World
Rain World ist ein Computerspiel der Genres Survival und Jump ’n’ Run. Es wurde sechs Jahre lang von Videocult entwickelt und von Adult Swim Games veröffentlicht. Es erschien im März 2017 für PlayStation 4 und Microsoft Windows und Ende 2018 für Nintendo Switch.

## Spielprinzip
Die Spieler übernehmen die Kontrolle über die „Katzenschnecke“, eine längliche, katzenähnliche Kreatur, und werden mit der Suche nach den Verwandten der Kreatur in einer verlassenen und feindlichen Welt beauftragt.

## Entwicklung
Das Spiel wurde erfolgreich über Kickstarter vorfinanziert.

## Rezeption
Der Schwierigkeitsgrad sei sehr hoch und auch wenn die fantastische Welt zum Erkunden einlädt, so straft das Spiel zögerliches Vorgehen hart ab. Die Steuerung sei ungenau und die Spielmechanik sehr bestrafend. Dennoch funktioniere das Spiel und frustriere nicht wie andere sehr fordernde Spiele.